# Калгун (округ, Флорида)
Шаблон:StateAbbr_ 30°25′ пн. ш. 85°12′ зх. д. / 30.41° пн. ш. 85.2° зх. д.
Округ Калгун (англ. Calhoun County) — округ (графство) у штаті Флорида, США. Ідентифікатор округу 12013.

## Історія
Округ утворений 1838 року.

## Демографія
За даними перепису 2000 року загальне населення округу становило 13017 осіб, зокрема міського населення було 4459, а сільського — 8558. Серед мешканців округу чоловіків було 7024, а жінок — 5993. В окрузі було 4468 домогосподарств, 3130 родин, які мешкали в 5250 будинках. Середній розмір родини становив 3,02.
Віковий розподіл населення поданий у таблиці:
| Стать    | До 15 років | 15-21 | 22-29 | 30-39 | 40-49 | 50-65 | 65-85 | Понад 85 |
| -------- | ----------- | ----- | ----- | ----- | ----- | ----- | ----- | -------- |
| Чоловіки | 1269        | 606   | 1048  | 1299  | 1069  | 1012  | 654   | 67       |
| Жінки    | 1184        | 557   | 560   | 757   | 822   | 1018  | 901   | 194      |

## Суміжні округи
- Джексон — північ
- Гедсден — північний схід
- Ліберті — схід
- Галф — південь
- Бей — захід